# Secretariat
Secretariat (30. března 1970 – 4. října 1989) byl anglický plnokrevník, který je považován za jednoho z nejlepších dostihových koní historie. V roce 1973 se stal celkově devátým vítězem americké Trojkoruny a prvním po 25 letech. Ve všech třech závodech Trojkoruny zaběhl rekordy – Kentucky Derby 1:59.4, Preakness Stakes 1:53 a Belmont Stakes 2:24. Všechny tři rekordy jsou dosud platné. V Belmont Stakes vyhrál o rovněž rekordních 31 délek (1 délka je přibližně 2,75 m). Časopis Blood-Horse jej zařadil na 2. místo svého žebříčku nejlepších dostihových koní 20. století (na prvním místě je Man O'War, který vítězil v době 1. světové války).
Jeho majitelkou byla Penny Cheneryová a trénoval ho legendární Lucien Laurin. V závodech jej jezdil kanadský žokej Ron Turcott (jen první dva závody odjel Paul Feliciano a poslední závod veterán Eddie Maple).
Secretariat byl velký ryzák. Byl vysoký přibližně 168 cm a vážil kolem 533 kilogramů.
Na podzim roku 1989 ve věku 19 let Secretariat onemocněl bolestivou a většinou nevyléčitelnou nemocí kopyt. Když se jeho stav ani po měsíci léčby nezlepšil, byl uspán a utracen.

## Rodokmen
| Otec Bold Ruler dkb/nar. 1954  | Nasrullah nar. 1940       | Nearco nar. 1932 | Pharos                   |
| Otec Bold Ruler dkb/nar. 1954  | Nasrullah nar. 1940       | Nearco nar. 1932 | Nogara                   |
| Otec Bold Ruler dkb/nar. 1954  | Nasrullah nar. 1940       | Mumtaz Begum     | Blenheim                 |
| Otec Bold Ruler dkb/nar. 1954  | Nasrullah nar. 1940       | Mumtaz Begum     | Mumtaz Mahal             |
| Otec Bold Ruler dkb/nar. 1954  | Miss Disco nar. 1944      | Discovery        | Display                  |
| Otec Bold Ruler dkb/nar. 1954  | Miss Disco nar. 1944      | Discovery        | Ariadne                  |
| Otec Bold Ruler dkb/nar. 1954  | Miss Disco nar. 1944      | Outdone          | Pompey                   |
| Otec Bold Ruler dkb/nar. 1954  | Miss Disco nar. 1944      | Outdone          | Sweep Out                |
| Matka Somethingroyal nar. 1952 | Princequillo nar. 1940    | Prince Rose      | Rose Prince              |
| Matka Somethingroyal nar. 1952 | Princequillo nar. 1940    | Prince Rose      | Indolence                |
| Matka Somethingroyal nar. 1952 | Princequillo nar. 1940    | Cosquilla        | Papyrus                  |
| Matka Somethingroyal nar. 1952 | Princequillo nar. 1940    | Cosquilla        | Quick Thought            |
| Matka Somethingroyal nar. 1952 | Imperatrice dkb/nar. 1938 | Caruso           | Polymelian               |
| Matka Somethingroyal nar. 1952 | Imperatrice dkb/nar. 1938 | Caruso           | Sweet Music              |
| Matka Somethingroyal nar. 1952 | Imperatrice dkb/nar. 1938 | Cinquepace       | Brown Bud                |
| Matka Somethingroyal nar. 1952 | Imperatrice dkb/nar. 1938 | Cinquepace       | Assignation (Family 2-s) |